# Réduction de la dimensionnalité

Animation présentant la projection de points en deux dimensions sur les axes obtenus par analyse en composantes principales, une méthode populaire de réduction de la dimensionnalité

La réduction de la dimensionnalité (ou réduction de (la) dimension) est un processus étudié en mathématiques et en informatique, qui consiste à prendre des données dans un espace de grande dimension, et à les remplacer par des données dans un espace de plus petite dimension. Pour que l'opération soit utile il faut que les données en sortie représentent bien les données d'entrée. 

## Définition et buts
La réduction de dimensionnalité consiste à prendre des données dans un espace de grande dimension, et à les remplacer par des données dans un espace de plus petite dimension,. 
La raison pour laquelle une telle opération est utile est que les données de plus petites dimension peuvent être traitées plus rapidement. Cette opération est cruciale en apprentissage automatique par exemple, pour lutter contre le fléau de la dimension.

## Approches
Il existe plusieurs approches pour faire cette opération, et plusieurs objectifs possibles à atteindre. Les méthodes classiques sont la sélection de caractéristiques qui consiste à sélectionner un ensemble de variables qui vont être conservées, et l'extraction de caractéristiques qui consiste à créer de nouvelles variables plus pertinentes. Des méthodes plus récentes, qui se basent sur un processus de diffusion, permettent de réduire la dimension des données tout en préservant leurs structures locales et globales.

### Analyse en composantes principales
L'analyse en composantes principales (ACP) est une méthode de réduction de la dimensionalité transformant des variables corrélées entre elles en nouvelles variables décorrelées entre elles. Les différentes composantes principales sont choisies successivement en maximisant la projection du nuage de points sur la composante, tout en étant orthogonales aux composantes précédentes. On calcule un taux de variance expliquée (en anglais, "explained variance ratio") pour chaque composante principale. On représente en général les résultats de la variance expliquée à l'aide d'un diagramme en barres, ou en projetant les variables sur un cercle de corrélation.

### Algorithme t-SNE
L'algorithme t-SNE (anglais pour t-distributed stochastic neighbor embedding) est une méthode de réduction de la dimensionalité modélisant les similarités entre les paires de points dans chaque dimension par des lois de probabilité. Cette méthode est basée sur SNE, une méthode antérieure de réduction de la dimensionalité. Le « t » de la méthode tire son nom de la loi de Student utilisée pour modéliser les similarités entre les points en petite dimension. t-SNE a obtenu de bons résultats sur des espaces de grande dimension comme MNIST.

### UMAP
UMAP (anglais pour Uniform Manifold Approximation and Projection) est une autre méthode de réduction de la dimensionalité similaire à t-SNE, mais qui base sa théorie sur la géométrie riemannienne (l'étude des variétés riemanniennes).